# Bolbitis interlineata
Bolbitis interlineata är en träjonväxtart som först beskrevs av Edwin Bingham Copeland, och fick sitt nu gällande namn av Ren-Chang Ching. Bolbitis interlineata ingår i släktet Bolbitis och familjen Dryopteridaceae. Inga underarter finns listade.